# غران تورزمو 5
غران تورزمو 5 (باليابانية: グランツーリスモ 5) (تعرف أيضاً باسم جي تي 5) هي الإصدار الخامس من سلسلة غران تورزمو ,قام بتطويرها أستديو بوليفني ديجيتال وقام بنشرها سوني للترفيه ,أُصدرت كلعبة حصرية للبلايستيشن 3 في 24 نوفمبر 2010.
اللعبة بها أكثر من 1,000 سيارة مقسمة إلى مجموعتين standard وpremium ,و 71 مسار في 26 موقع مختلف.

## أطوار اللعبة
توفر اللعبة 4 أطوار رئيسية (طور الجي تي، الأركيد ,تصميم المسارات، وتلفزيون غران تورزمو) كل طور مقسم لعدة أطوار:

### طور جي تي
هو طور الذي تختار فيه قائد سيارتك وشخصيته وملابسه واسمه، ويمكن أيضا من فتح ملف عضوية ليطلع عليه أصدقاءك، أيضا يمكنك من تغيير طلاء السيارة والاطارات وغيرها. ويوفر لك هذا الطور 3 أطوار رئيسية هي GT Life و Profile و Community وأطوار فرعية أخرى.
- جي تي لايف: هو الخيار الرئيسي الذي به السباقات واختبارات الرخصة ويوفر خيارات أخرى هي:

A-spec: هو الخيار الذي يقود فيها اللاعب السيارة، ويكون مقسم إلى عدة مستويات من مبتدأ إلى خبير وكل سباق له شروط معينة.

B-spec: هو الخيار الذي يقوم اللاعب باصدار الأوامر لحركة السيارة، ويكون مقسم إلى عدة مستويات من مبتدأ إلى خبير وكل سباق له شروط معينة.

Special: هو الخيار الذي يوفر سباقات فرعية مخصة ة مثل سباقات توب جير وسباقات الكارت والناسكار.

License Test: هو الخيار الذي يقوم اللاعب بعمل اختبارات للحصول على الرخص وكل رخصة تتكون من 10 اختبارات عليك أن تقوم بها في زمن معين.

Dealership: هو الخيار الذي يقوم اللاعب بشراء السيارات الجديدة والـ Premium منه.

Used car dealership: هو الخيار الذي يقوم اللاعب بشراء السيارات المستعملة والـStandard منه.

tuning shop: هو الخيار الذي يقوم اللاعب بشراء قطع للسيارة وتحسين أدائها.

GT auto:هو الخيار الذي يخص تعديل السيارة مثل تغير لون الطلاء، تغير الاطارات، إضافة بعد القطع، تغيير الزيت، وعمل صيانة للسيارة.

Practice: هو الخيار الذي يمكن اللاعب من تجربة سيارته قبل السباق.

Photo Travel: يقوم اللاعب فيه بتصوير سيارته في عدة أماكن مختلفة.

### طور الأركيد
طور الأركيد يقدم 4 خيارات هي: 

اللعب الفردي: الذي يقوم اللاعب فيه باللعب مفردا.

سباقات التفحيط: الذي يقوم اللاعب فيه بالتفحيط عند المنعطفات وكسب النقاط.

سباق الوقت: هو عمل دورة كاملة في المسافر في زمن معين.

سباق الشاشة المنقسم: وهو خيار الذي يلعب فيه لاعبان في شاشة منقسمة.

## التطوير
أُعلن عن اللعبة لأول مرة في معرض إي3 عام 2005 تحت اسم Vision Gran Turismo. وفي عام 2008 قال ياموتشي أن اللعبة قام يقوم بتطويرها 150 عامل وكل عمال أستديو بوليفني ديجتال ال120 ,وأعلن ياموتشي في وقت لاحق أن اللعبة كلفت ما يقارب 60 مليون دولار لتطوير اللعبة. وفي معرض إي3 2009 عُرض عرض للعبة ولكن لم يتم تحديد موعد للإصدار.

## المسارات والسيارات
غران تورزمو 5 توفر 1074 سيارة تقريبا و71 مسار في 26 موقع مختلف (الإصدار السابق غران تورزمو 4 احتوى 51 مسار فقط) منها مسار توب جير، ومسار طوكيو شارع 246 ,ومسار مونزا، وغيرها

## قبول اللعبة
| تقييم اللعبة  | |
| IGN           | 8.5/10 |
| Gamespot      | 7.5/10 https://ar.wikipedia.org/wiki/%25D8%25AA%25D8%25B5%25D9%2586%25D9%258A%25D9%2581%3A%25D8%25A3%25D9%2584%25D8%25B9%25D8%25A7%25D8%25A8_%25D9%2581%25D9%258A%25D8%25AF%25D9%258A%25D9%2588_%25D8%25A8%25D9%2585%25D8%25AD%25D8%25AA%25D9%2588%25D9%2589_%25D9%2582%25D8%25A7%25D8%25A8%25D9%2584_%25D9%2584%25D9%2584%25D8%25AA%25D8%25AD%25D9%2585%25D9%258A%25D9%2584 |
| Game Informer | 9.0/10 |
| GameSpy       | 4/5 stars |

## المبيعات
حققت غران تورزمو 5 المركز الأول لآكثر الألعاب مبيعاً على الـبلايستيشن 3 حيث باعت إجمالياً على مستوى العالم 7.300.000 (سبعة ملايين وثلاث مائة ألف) مُحطمة كثير من الألعاب القوية من ناحية المبيعات على الـ بلايستيشن 3 كـ كول أوف ديوتي: مودرن وورفير 2 وميتال غير سوليد 4: غنز أوف ذا بتريوتس وغيرها الكثير .

## وصلات خارجية
- غران تورزمو 5 على موقع IMDb (الإنجليزية)

- الموقع الرسمي
- Community Forum www.gtarena.com
- Community Forum www.theautomotivemayhem.com
- Community Forum www.gtplanet.net